# В долине насилия
«В долине насилия» (англ. In a Valley of Violence) — американский фильм в жанре вестерн, режиссёра Тая Уэста. В главных ролях Итан Хоук, Таисса Фармига, Джеймс Рэнсон, Карен Гиллан и Джон Траволта. Премьера фильма состоялась на кинофестивале South by Southwest в марте 2016 года. Премьера в кинотеатрах состоялась 16 сентября 2016 года.

## Сюжет
Техас, начало 1870-х годов. Ветеран индейских войн Пол, пресытившись кровопролитием, оставляет службу и путешествует на юг в направлении мексиканской границы. Дома его давно никто не ждёт, а из близких осталась лишь верная шайеннская собака Эбби. 
Нуждаясь в воде, еде и ночлеге, Пол останавливается в захолустном городке Дентоне, где всем заправляет банда отморозков. Вступив с последними в конфликт, Пол избивает их предводителя Джилли — избалованного сыночка местного маршала Клайва Мартина. Одноногому отставному вояке не нужны неприятности, так как на своём веку он нюхнул не меньше пороха, чем непрошеный гость, поэтому он с удовольствием выпроваживает опасного бродягу из своих владений. 
Однако оскорблённый мажор-психопат, невзирая на строгий запрет отца, идёт со своими подручными по следам обидчика, которого сбрасывает со скалы, зверски убив перед этим на его глазах четвероногого друга. Выжившему буквально чудом и поклявшемуся не брать в руки оружия Полу поневоле приходится нарушить свой обет и вернуться в негостеприимный Дентон. Разоружив неприветливого странствующего пьяницу-проповедника, он с помощью расположенной к нему юной Мэри-Энн жестоко расправляется с распоясавшимися бандитами, не пощадив никого, включая самого чадолюбивого представителя власти…

## В ролях
- Итан Хоук — Пол
- Таисса Фармига — Мэри-Энн
- Джеймс Рэнсон — Джилли Мартин
- Карен Гиллан — Эллен
- Джон Траволта — Клайд Мартин
- Бёрн Горман — священник
- Тоби Хасс — Харрис
- Ларри Фессенден — Рой
- К. Харрисон Суинни — Уильям Т. Бакстер
- Томми Нохили  — Табби
- Джампи — Эбби

## Производство
Съёмки фильма начались 23 июня 2014 года в городе Санта-Фе, штат Нью-Мексико, и продлились более пяти недель.

## Критика
Кинокритики в основном положительно отозвались о фильме. На сайте Rotten Tomatoes фильм получил рейтинг «свежести» в 76 %, основываясь на 67 обзорах со средним баллом 6,8/10. На сайте Metacritic кинолента имеет 61 балл из 100.